# Ендоморфізм Фробеніуса
Ендоморфізм Фробеніуса — ендоморфізм комутативного кільця простої характеристики p, задається формулою {\displaystyle x\mapsto x^{p}}. У деяких випадках, наприклад, у разі скінченного поля, ендоморфізм Фробеніуса є автоморфізмом, проте в загальному випадку це не так.

## Означення
Нехай R — комутативне кільце простої характеристики p (зокрема, такою є будь-яка область цілісності ненульової характеристики). Ендоморфізм Фробеніуса кільця R задається формулою {\displaystyle F(x)=x^{p}}. 
Ендоморфізм Фробеніуса є гомоморфізмом кілець оскільки {\displaystyle (xy)^{p}=x^{p}y^{p},(x+y)^{p}=x^{p}+y^{p}} (щоб довести другу тотожність, достатньо розписати ліву частину за формулою бінома Ньютона і зазначити, що всі біноміальні коефіцієнти, крім першого і останнього, подільні на p ).

## Основні властивості
- Якщо {\displaystyle \varphi :R\to S} — довільний гомоморфізм кілець простої характеристики p, то {\displaystyle \varphi (x^{p})=(\varphi (x))^{p}}, тобто: {\displaystyle \varphi \circ F_{R}=F_{S}\circ \varphi }.

Це означає, що ендоморфізм Фробеніуса є натуральним перетворенням тотожного функтора (на категорії комутативних кілець характеристики p) в себе.
- Якщо кільце R не містить нетривіальних нільпотентів, то ендоморфізм Фробеніуса є ін'єктивним (оскільки його ядро є рівним нулю). Обернене твердження теж є вірним: якщо {\displaystyle x} - нетривіальний нільпотентний елемент, такий що для {\displaystyle x^{n}=0} але {\displaystyle x^{n+1}\neq 0} для деякого {\displaystyle n>1}, то {\displaystyle (x^{n-1})^{p}=0}.

- Ендоморфізм Фробеніуса не обов'язково є сюр'єктивним, навіть якщо R є полем. Наприклад, нехай {\displaystyle R=\mathbb {F} _{p}(t)} - поле раціональних функцій з коефіцієнтами в {\displaystyle \mathbb {F} _{p}}, тоді функція {\displaystyle t} не є образом ендоморфізму Фробеніуса. Поле k називається досконалим, якщо його характеристика дорівнює нулю, або характеристика є рівною p і ендоморфізм Фробеніуса {\displaystyle F(x)=x^{p}} є сюр'єктивним (а отже є автоморфізмом). Зокрема, всі скінченні поля є досконалими.

## Нерухомі точки
Розглянемо скінченне поле {\displaystyle \mathbb {F} _{p}}. Згідно малої теореми Ферма, всі елементи цього поля задовольняють рівняння {\displaystyle x^{p}=x}. Рівняння p-го степеня не може мати більше p коренів, отже, в будь-якому розширенні поля {\displaystyle \mathbb {F} _{p}} нерухомі точки ендоморфізму Фробеніуса — елементи поля {\displaystyle \mathbb {F} _{p}}. Аналогічне твердження вірне для цілісних кілець характеристики p.
Подібні властивості задовольняють і степені ендоморфізму Фробеніуса. Якщо {\displaystyle \mathbb {F} _{p^{k}}} — скінченне поле, всі його елементи задовольняють рівняння {\displaystyle x^{p^{k}}=x} і в будь-якому розширенні цього поля елементи вихідного поля є нерухомими точками k-го степеня ендоморфізму Фробеніуса, тобто нерухомими точками {\displaystyle x\mapsto x^{p^{k}}}.

## Породжуючий елемент групи Галуа
Група Галуа скінченного розширення скінченного поля є циклічною і породжується степенем ендоморфізму Фробеніуса. 
Розглянемо спочатку випадок, коли основне поле є рівним {\displaystyle \mathbb {F} _{p}}. Нехай {\displaystyle \mathbb {F} _{q}} — скінченне поле, де {\displaystyle q=p^{n}}. Ендоморфізм Фробеніуса {\displaystyle F} зберігає елементи простого поля {\displaystyle \mathbb {F} _{p}}. Також {\displaystyle F} у цьому випадку є автоморфізмом оскільки для полів характеристики p: {\displaystyle (x-y)^{p}=x^{p}-y^{p}}, тож {\displaystyle F(x)=F(y)} тоді і тільки тоді коли {\displaystyle x=y}. Тобто ендоморфізм Фробеніуса є елементом групи Галуа розширення {\displaystyle \mathbb {F} _{q}\supset \mathbb {F} _{p}}. До того ж ця група є циклічною і породжується {\displaystyle F}. 
Справді {\displaystyle F^{n}(x)=x^{p^{n}}=x} для всіх {\displaystyle x\in \mathbb {F} _{q}}, тож {\displaystyle F^{n}} є тотожним відображенням. З іншого боку для {\displaystyle d<n} рівність {\displaystyle F^{d}(x)=x^{p^{d}}=x} може виконуватися лише щонайбільше для {\displaystyle p^{d}} елементів поля {\displaystyle \mathbb {F} _{q}}, тож {\displaystyle F^{d}} не є тотожним відображенням і автоморфізми {\displaystyle F^{0},F,F^{2},\ldots ,F^{n-1}} є різними. Але згідно базових результатів теорії Галуа оскільки {\displaystyle [\mathbb {F} _{q}:\mathbb {F} _{p}]=n} то і порядок групи Галуа теж є рівним p. Тому всі елементи цієї групи є степенями ендоморфізму Фробеніуса.
У розширенні {\displaystyle \mathbb {F} _{q^{k}}\supset \mathbb {F} _{q}} для n-ого степеня ендоморфізма Фробеніуса {\displaystyle F^{n}} (який теж є автоморфізмом) полем нерухомих точок є {\displaystyle \mathbb {F} _{q}}. Подібно як і вище можна довести, що група Галуа цього розширення породжується {\displaystyle F^{n}} і має порядок {\displaystyle k}.
Для розширень {\displaystyle \mathbb {F} _{q^{k}}\supset \mathbb {F} _{q}} відображення {\displaystyle F_{\mathbb {F} _{q^{k}}/\mathbb {F} _{q}}=F^{n}(x)=x^{p^{n}}} також називають автоморфізмом Фробеніуса цього розширення.

## Застосування в теорії чисел

### Локальні поля
Нехай k — локальне поле із скінченним полем лишків {\displaystyle {\bar {k}}}, а K — нерозгалужене скінченне розширення поля k.
Тоді автоморфізм Фробеніуса розширень скінченних полів лишків {\displaystyle F_{{\bar {K}}/{\bar {k}}}} однозначно продовжується до автоморфізму  розширення {\displaystyle K/k}, що теж називається автоморфізмом Фробеніуса і позначається {\displaystyle F_{K/k}}.  Нехай {\displaystyle |{\bar {k}}|=q=p^{n}}, {\displaystyle {\mathcal {O}}_{K}}-кільце цілих елементів поля K і {\displaystyle {\mathfrak {p}}} — максимальний ідеал в {\displaystyle {\mathcal {O}}_{K}}. Тоді автоморфізм Фробеніуса однозначно визначається умовою:
{\displaystyle F_{K/k}(x)\equiv x^{q}\mod {\mathfrak {p}}}
для будь-якого {\displaystyle x\in {\mathcal {O}}_{K}}.
Якщо {\displaystyle K/k} — довільне скінченне розширення Галуа локальних полів, то автоморфізмом Фробеніуса розширення {\displaystyle K/k} іноді називають будь-який автоморфізм, що індукує на максимальному нерозгалуженому підрозширенні поля {\displaystyle K} автоморфізм Фробеніуса у зазначеному вище означенні. 

### Глобальні поля
Нехай {\displaystyle K/k} — скінченне розширення Галуа глобальних полів, {\displaystyle {\mathfrak {p}}} — простий ідеал поля k і {\displaystyle {\mathfrak {B}}} — деякий простий ідеал поля K, що лежить над {\displaystyle {\mathfrak {p}}}. Нехай також {\displaystyle {\mathfrak {B}}} є розгалуженим в розширенні {\displaystyle K/k}.
Тоді можна перейти до поповнень і ввести {\displaystyle F_{\mathfrak {B}}=F_{K_{\mathfrak {B}}/k{\mathfrak {p}}}\in }. Ототожнюючи групу Галуа {\displaystyle \operatorname {Gal} (K_{\mathfrak {B}}/k_{\mathfrak {p}})} із підгрупою розкладання ідеалу {\displaystyle {\mathfrak {B}}} у групі {\displaystyle \operatorname {Gal} (K/k)}, можна розглядати {\displaystyle F_{\mathfrak {B}}} як елемент групи {\displaystyle \operatorname {Gal} (K/k)}. Цей елемент називається автоморфізмом Фробеніуса простого ідеалу {\displaystyle {\mathfrak {B}}} і породжує його групу розкладу. Відповідно до теореми Чеботарьова про щільність для будь-якого автоморфізму {\displaystyle \sigma \in \operatorname {Gal} (K/k)} існує нескінченна кількість простих нерозгалужених в {\displaystyle K/k} ідеалів {\displaystyle {\mathfrak {B}}} для яких {\displaystyle F_{\mathfrak {B}}=\sigma }.
Для абелевого розширення {\displaystyle K/k} автоморфізм Фробеніуса залежить тільки від {\displaystyle {\mathfrak {p}}}. У цьому випадку він також називається відображенням Артіна простого ідеалу {\displaystyle {\mathfrak {p}}}.